# Долгозвяга, Галина Петровна
Галина Петровна Долгозвяга (укр. Галина Петрівна Довгозвяга; род. 30 июня 1947, Ульяновка, Сумская область, Украинская ССР, СССР) — советская и украинская киноактриса.

## Биография
Галина Петровна Долгозвяга родилась 30 июня 1947 года в селе Ульяновка Сумской области.
В 1969 году окончила актёрский факультет Киевского института театрального искусства имени Ивана Карпенко-Карого.
Дебютировала в кино ещё студенткой в фильмах «На Киевском направлении» (1967) и «Совесть» (1968).
В 1969-2002 годах — актриса Киевской киностудии художественных фильмов имени Александра Довженко.
Член Национального союза кинематографистов Украины.

## Фильмография
- 1967 — На Киевском направлении — эпизод
- 1968 — Совесть— жена полицая
- 1969 — Та самая ночь — эпизод
- 1969 — Тяжёлый колос
- 1971 — Озарение
- 1972 — Вера, Надежда, Любовь[укр.] — женщина с ребёнком
- 1972 — Лавры — эпизод
- 1972 — Пропавшая грамота — селянка, просившая о ребёнке
- 1973 — Каждый вечер после работы — учительница
- 1973 — Когда человек улыбнулся — Ольга Луганова
- 1973 — Повесть о женщине — Ганя
- 1973 — Старая крепость — эпизод
- 1974 — Земные и небесные приключения — мать Гали
- 1974 — Юркины рассветы — Татьяна
- 1975 — Красный петух плимутрок[укр.] — мойщица машин
- 1975 — Смотреть в глаза… — Лиза
- 1975 — Среди лета
- 1976 — Аты-баты, шли солдаты… —  подруга Любаши
- 1976 — Остров юности — мама Ромы
- 1977 — Мы говорим по-русски — приёмщица посылок
- 1977 — Право на любовь — Оксана
- 1977 — Родные[укр.] — Клавдия
- 1978 — Голубые молнии — Наталья Дмитриевна
- 1978 — За всё в ответе[укр.] — Дорошенко
- 1978 — Под созвездием Близнецов
- 1978 — Только каплю души — эпизод
- 1979 — Киевские встречи[укр.]
- 1979 — Поездка через город[укр.] — сотрудница отдела
- 1979 — Пробивной человек — судья
- 1979 — Ты только не плачь — Людмила Петровна
- 1980 — Алые погоны — мама Артёма
- 1980 — Визит в Ковалёвку — эпизод
- 1981 — Два дня в декабре[укр.] — Зина
- 1981 — Женщины шутят всерьёз — Люся
- 1981 — Колесо истории[укр.]
- 1981 — Такая поздняя, такая тёплая осень — эпизод
- 1982 — Если враг не сдаётся… — эпизод
- 1982 — Житие святых сестёр — монашка
- 1982 — Тайна корабельных часов — мать Ани и Стёпы
- 1983 — Возвращение с орбиты — эпизод
- 1984 — Благие намерения — Анна Петровна Поварёжкина
- 1985 — Батальоны просят огня — селянка с сундуком
- 1985 — Женихи — эпизод
- 1985 — Легенда о бессмертии — Мария
- 1986 — Жалоба — Ольга Трофимовна
- 1986 — Премьера в Сосновке — Люба
- 1986 — Храни меня, мой талисман
- 1987 — Возвращение[укр.] — Галя
- 1987 — Жменяки[укр.] — Соснячка
- 1988 — Бич Божий — эпизод
- 1988 — Дама с попугаем — Вера
- 1988 — Искусство нравиться женщинам[укр.] — судья
- 1988 — Штормовое предупреждение[укр.] — секретарь собрания
- 1989 — Небылицы про Ивана — эпизод
- 1989 — Сероманец[укр.] — эпизод
- 1989 — Хочу сделать признание[укр.] — набожная женщина
- 1990 — Война на западном направлении — телефонистка
- 1990 — Дамский портной
- 1990 — Допинг для ангелов[укр.] — эпизод
- 1990 — Красное вино победы — эпизод
- 1991 — Держись, казак![укр.] — мать
- 1991 — Из жития Остапа Вишни[укр.] — эпизод
- 1991 — Оберег — эпизод
- 1992 — Мелодрама с покушением на убийство[укр.] — гадалка
- 1992 — По-модному — эпизод
- 1993 — В поисках миллионерши — эпизод
- 1993 — Заложники страха — хозяйка квартиры
- 1993 — Кайдашева семья[укр.] — Балашиха
- 1993 — Лунная кукушечка[укр.] — эпизод
- 1993 — Ночь вопросов… — эпизод
- 1994 — Выкуп — эпизод
- 1995 — Вальдшнепы[укр.]
- 1995 — Казнённые рассветы[укр.] — полтавчанка
- 1995 — Осторожно! Красная ртуть! — эпизод
- 2001 — Леди Бомж — работница тюремного пищеблока
- 2001 — След оборотня — эпизод
- 2002 — Кукла — эпизод